# Kijō
Kijō (jap. 木城町 Kijō-chō) – miasto w Japonii, na wyspie Kiusiu, w prefekturze Miyazaki. Według danych na rok 2020 miejscowość zamieszkiwało 4 895 mieszkańców , a gęstość zaludnienia wyniosła 33,5 os./km².